# Siemens ES64U4
Die Elektrolokomotiven der Bauart Siemens ES64U4 (EuroSprinter U4), eingesetzt bei verschiedenen Eisenbahnverkehrsunternehmen, vor allem in Süd- und Mitteleuropa, sind Mehrsystem-Drehstrom-Universallokomotiven, die auf der Technik der Siemens-EuroSprinter-Typen-Reihe basieren. Seit 2006 werden die Lokomotiven im grenzüberschreitenden Planverkehr eingesetzt. Die ÖBB besitzen auch Maschinen dieses Typs, die sie als Reihe 1216 führen.

## Technik
Das Rollout der ersten Lokomotive war am 31. März 2005 im Siemens-Werk München-Allach. Die Maschinen entsprechen im elektrischen und elektronischen Teil weitgehend den ES64F4, im mechanischen Teil jedoch den ES64U2. Die Detailänderungen:
- Der Wagenkasten ist um 300 mm länger
- Vier konventionelle Türen statt zwei zum Maschinenraum und Notausstiege, um die Innenausstattung der ES64F4 übernehmen zu können.
- Verkleidung der Dachaufbauten, welche (wie bei den ES64F4) wesentlich umfangreicher sind
- Gegenüber den 1116 abgesenkter Dachmittelteil, um die Fahrzeugbegrenzungslinie nach UIC 505 einzuhalten
- Das obere Signallicht der Frontbeleuchtung befindet sich jetzt über dem Frontfenster
- LED-Beleuchtung wie bei DB-Baureihe 189/ES64F4
- Griffstangen für den Rangierer bis zu den Ecken gezogen
- Das von den ES64U2 bekannte Anfahrgeräusch mit dorischer Tonleiter ist entfallen.

Um Masse zu sparen, wurde der Haupttransformator 2,5 Tonnen leichter ausgeführt. Deshalb ist die Leistung der Lokomotiven etwas geringer als die der Vorgängerbauart: Dauerleistung 6 MW, Stundenleistung 6,4 MW.
Die Lokomotiven können Kuppen mit einer Gradientenausrundung ab 250 m befahren.
| Variante   | AT/DE | IT   | SI    | HR    | HU    | SK    | CZ    | PL   |
| ---------- | ----- | ---- | ----- | ----- | ----- | ----- | ----- | ---- |
| Variante A | ja    | ja   | ja    | nein  | nein  | nein  | nein  | nein |
| Variante B | ja    | nein | ja    | teils | nein  | nein  | nein  | nein |
| Variante C | ja    | nein | teils | nein  | teils | teils | teils | nein |
| Variante D | ja    | nein | nein  | nein  | nein  | nein  | ja    | ja   |
| Variante F | ja    | ja   | ja    | ja    | ja    | nein  | nein  | nein |
| Variante G | ja    | nein | nein  | nein  | nein  | nein  | nein  | nein |

Aufgrund ihrer modularen Bauweise ist mit dem Grundtyp eine große Anzahl an unterschiedlichen Einsatzgebieten realisierbar. Entscheidend sind dabei drei Faktoren: das Fehlen oder Vorhandensein der Gleichstromkomponenten, die eingebauten Zugbeeinflussungseinrichtungen und die Palettenbreite der Stromabnehmer.
Die Grundvariante stellt dabei Variante B dar: Zwei Stromabnehmer für Wechselspannung mit breitem Schleifstück sowie innen zwei weitere Stromabnehmer für Gleichspannung, diese mit schmalem Schleifstück. Außer PZB und LZB sowie eventuell ETCS ist keine weitere Zugbeeinflussungseinrichtung vorhanden. Dies ermöglicht einen Einsatz in Österreich, Deutschland und Slowenien.
Fehlt bei einer Lokomotive der Variante B die Gleichstromausrüstung, so wird sie der Variante G zugeordnet. Sie trägt nur zwei Stromabnehmer für Wechselspannung. Diese Lokomotiven sind nur in Deutschland und Österreich zugelassen.
Wird eine Lokomotive der Variante B zusätzlich mit der italienischen Zugbeeinflussung SCMT ausgerüstet und einer italienischen Betriebsnummer (E190 xxx) versehen, so ist zusätzlich zu einer Zulassung in Österreich, Deutschland und Slowenien auch eine in Italien möglich. Dies wird als Variante A bezeichnet.
Lokomotiven der Variante B, die zusätzlich ein Fahrzeuggerät der Zugbeeinflussung MIREL eingebaut haben, sind der Variante F zuzuordnen. Ihr mögliches Einsatzgebiet erstreckt sich über Österreich, Deutschland, Slowenien und Ungarn.
Wenn die Gleichspannungsstromabnehmer mit breiten Schleifstücken versehen sind und MIREL vorhanden ist, handelt es sich um eine Lokomotive der Variante C mit möglicher Zulassung in Österreich, Deutschland, Tschechien, der Slowakei und Ungarn.
Eine Lok der Variante D, die zusätzlich zu MIREL auch mit der polnischen Zugbeeinflussung SHP ausgerüstet ist, erweitert das Einsatzgebiet um Polen.
In den letzten Jahren ist von dieser strikten Varianteneinteilung immer mehr abgewichen worden. Einzelne Lokomotiven der Variante B erhielten etwa einen Stromabnehmer mit einer »Balkanpalette« mit einer Breite von 1600 mm für Einsätze in Kroatien. Auch sind manche Lokomotiven der Variante G mit MIREL ausgerüstet worden, was auch Fahrten nach Ungarn gestattet. Durch die Verwendung eines Gleichspannungsstromabnehmers mit einem schmalen und des anderen mit einem breiten Schleifstück (statt beide entweder breit oder schmal) kam es zu einer Vermischung der Varianten B, C und F: Nun ist ein Einsatz derselben Lokomotive sowohl in Slowenien als auch in Tschechien/Slowakei möglich.
| Eigentümer      | Nummer            | Variante | AT/DE | IT   | SLO  | HR   | CZ   | SK   | HU   | PL   | RO   |
| --------------- | ----------------- | -------- | ----- | ---- | ---- | ---- | ---- | ---- | ---- | ---- | ---- |
| SŽ              | 541 001–022       | B        | ja    | nein | ja   | ja   | nein | nein | nein | nein | nein |
| SŽ              | 541 101–110       | F        | ja    | nein | ja   | ja   | nein | nein | ja   | nein | nein |
| ČD              | 1216 902, 903     | D        | ja    | nein | nein | nein | ja   | nein | nein | ja   | nein |
| ČD              | 1216 951, 952     | C        | ja    | nein | nein | nein | ja   | ja   | ja   | nein | nein |
| ČD              | 1216 953, 954     | C        | ja    | nein | nein | nein | ja   | nein | ja   | nein | nein |
| PKP-IC          | 5 370 001–010     | D        | ja    | nein | nein | nein | ja   | nein | nein | ja   | nein |
| PKP-CI          | 183 714, 718, 719 | C        | ja    | nein | nein | nein | ja   | ja   | ja   | nein | nein |
| RTS             | 1216 901          | C        | ja    | nein | ja   | ja   | ja   | nein | ja   | nein | nein |
| LTE             | 1216 910          | C        | ja    | nein | ja   | nein | ja   | ja   | ja   | nein | ja   |
| Adria Transport | 1216 920–922      | B        | ja    | nein | ja   | nein | nein | nein | nein | nein | nein |
| CargoServ       | 1216 930, 931     | G        | ja    | nein | nein | nein | nein | nein | nein | nein | nein |
| CargoServ       | 1216 932, 933     | B        | ja    | nein | nein | nein | nein | nein | nein | nein | nein |
| DPB             | 1216 940          | C        | ja    | nein | nein | nein | nein | nein | ja   | nein | nein |
| WLC             | 1216 950          | G        | ja    | nein | nein | nein | nein | nein | nein | nein | nein |
| WLC             | 1216 955          | C        | ja    | nein | nein | nein | ja   | nein | ja   | nein | nein |
| STB             | 1216 960          | C        | ja    | nein | nein | nein | nein | nein | nein | nein | nein |
| DLB             | 183 001–005       | G        | ja    | nein | nein | nein | nein | nein | nein | nein | nein |
| RailAdventure   | 183 500           | D        | ja    | nein | nein | nein | ja   | nein | ja   | ja   | nein |
| STB             | 183 717           | C        | ja    | nein | ja   | nein | ja   | nein | ja   | nein | nein |
| FUC             | E190 301, 302     | A        | ja    | ja   | ja   | nein | nein | nein | nein | nein | nein |
| InRail          | E190 311–314      | A        | ja    | ja   | ja   | nein | nein | nein | nein | nein | nein |
| CFI             | E190 321, 322     | A        | ja    | ja   | ja   | nein | nein | nein | nein | nein | nein |

1: beschränkt auf die Strecke Staatsgrenze nächst Kúty – Bratislava hl.st. – Staatsgrenze nächst Bratislava Petržalka mit RJ-Garnituren

## Sonderlackierungen
Im Oktober 2013 wurde die 1216 141 mit Folien im ÖAMTC-Design versehen, die 1216 019 warb von Mai 2019 bis 2021 in Kooperation mit ROCO Modelleisenbahn für Leonardo Da Vinci.
Die 1216 025 der ÖBB wurde nach der Weltrekordfahrt umlackiert und wird nun in dunkelgrauem Farbkleid mit auf den Weltrekord hinweisenden Aufschriften in Österreich, Deutschland, Slowenien und Italien im Planverkehr, hauptsächlich mit Güterzügen, eingesetzt.
Seit März 2011 tragen einige 1216.0, die für die Brenner-EC München–Innsbruck–Italien vorgesehen sind, auf den Seitenflächen eine große Italien-Flagge mit Aufschriften, die auf den gemeinsamen Web-Auftritt zum Italien-Verkehr von ÖBB und DB hinweisen. Im Februar 2014 wurde auch die 1216 007 derartig gestaltet. Im Zuge der fälligen Neulackierungen haben die meisten Loks die Fahnen bereits wieder verloren.
Die 1216 229–231, 233–237, 249 und 250 tragen das ÖBB- oder ČD-RJ-Design, wobei oft auch eine ČD-RJ-1216 mit einer ÖBB-RJ-Garnitur und umgekehrt verkehrt. Die 1216 210, 226–228 und 238–240 sind verkehrsrot und werden hauptsächlich von RCC im Güterverkehr zwischen Hohenau und Bohumín bzw. Chałupki an der tschechisch-polnischen Grenze eingesetzt, wobei immer wieder aushilfsweise auch Railjet-Einsätze stattfinden. Bei der 1216 228 wurden die ÖBB-Logos gegen solche von Rail Cargo Carrier getauscht.

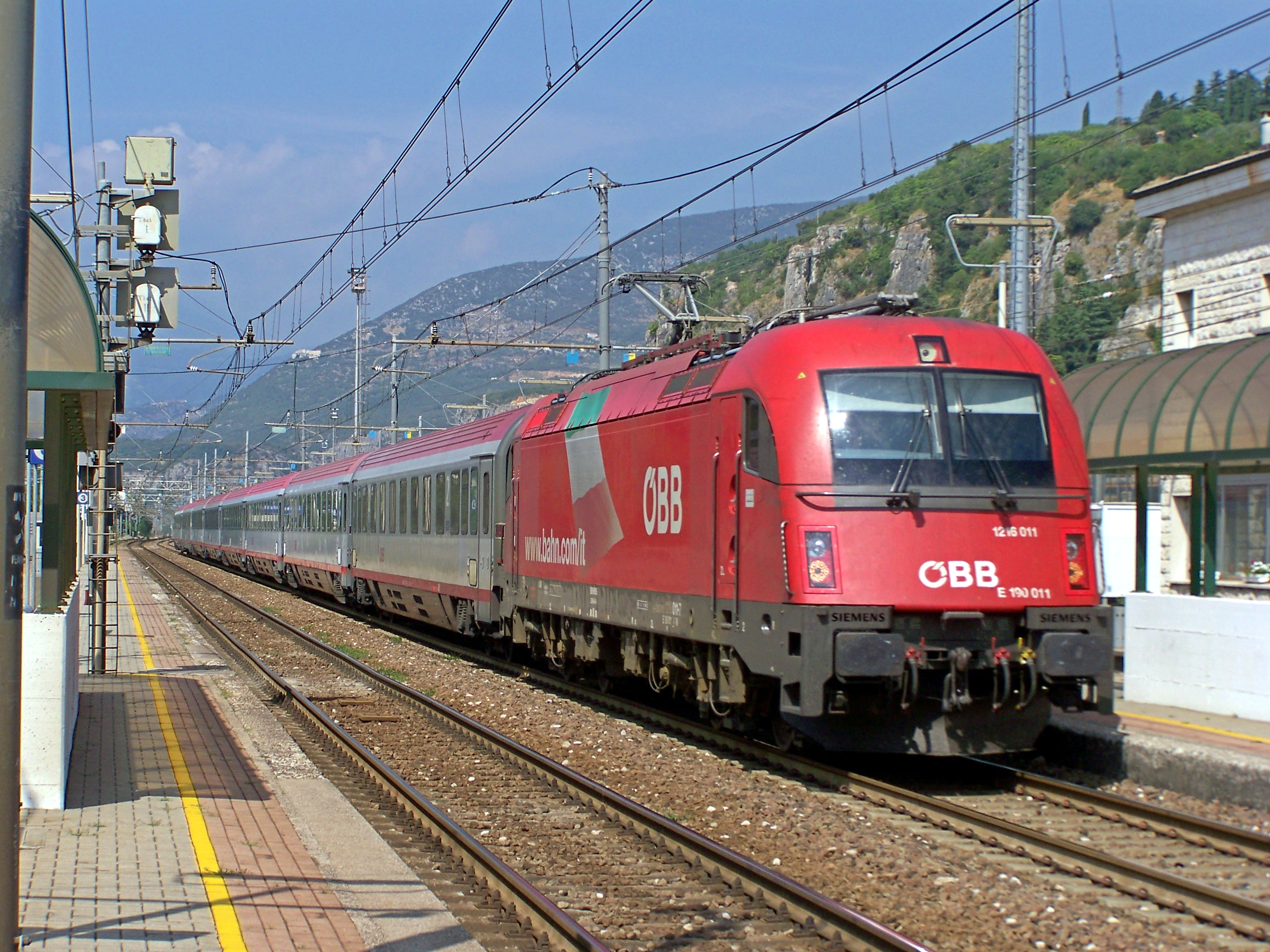
1216 011 der ÖBB mit EC 85 in Domegliara

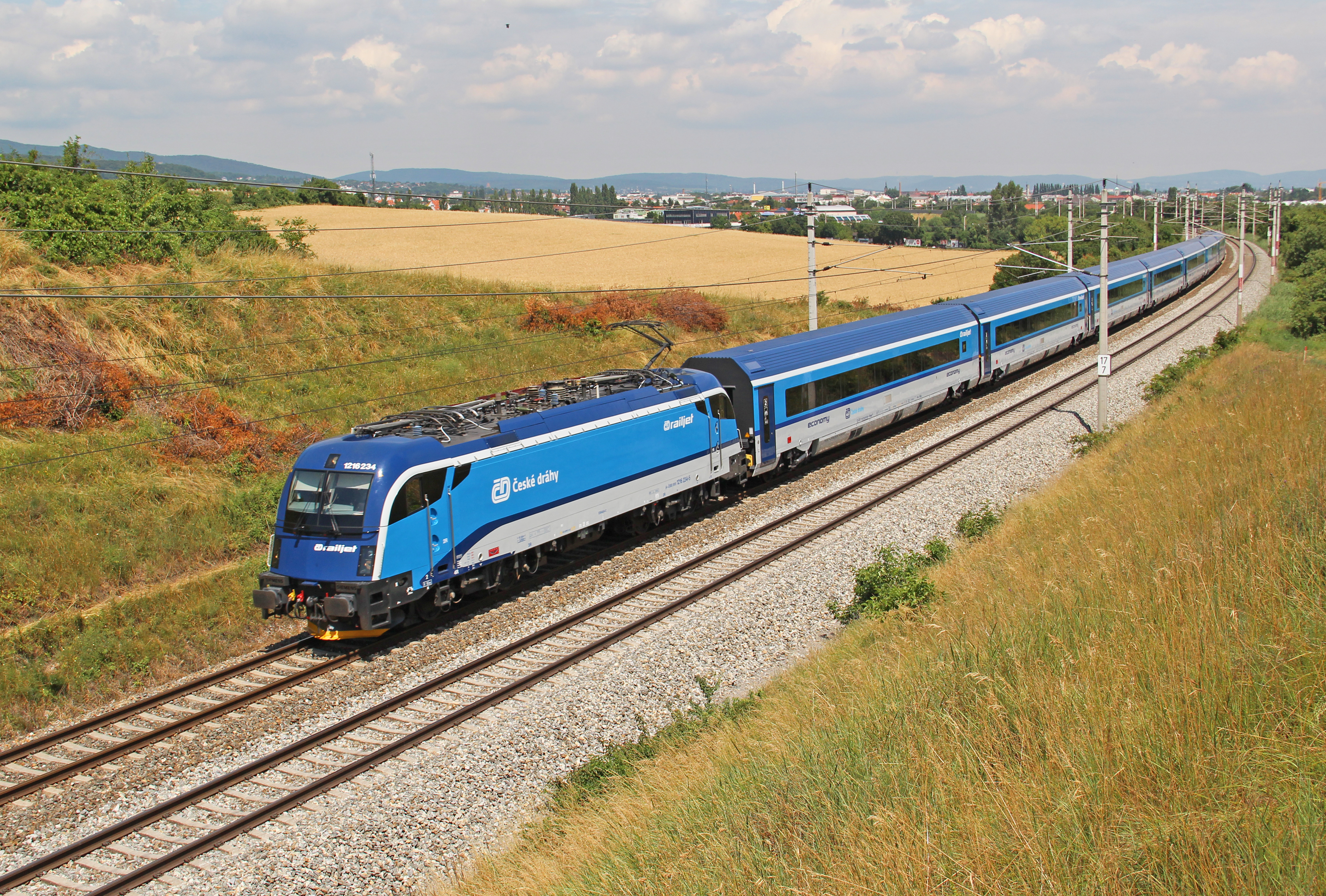
ČD-RJ bei Guntramsdorf-Thallern

Außerdem wurden die 1216 014, 016, 017, 018 und 020 in das RJ-Design mit einem roten Balken an den Fronten für den Einsatz in Italien umlackiert.

## SŽ-Reihe 541

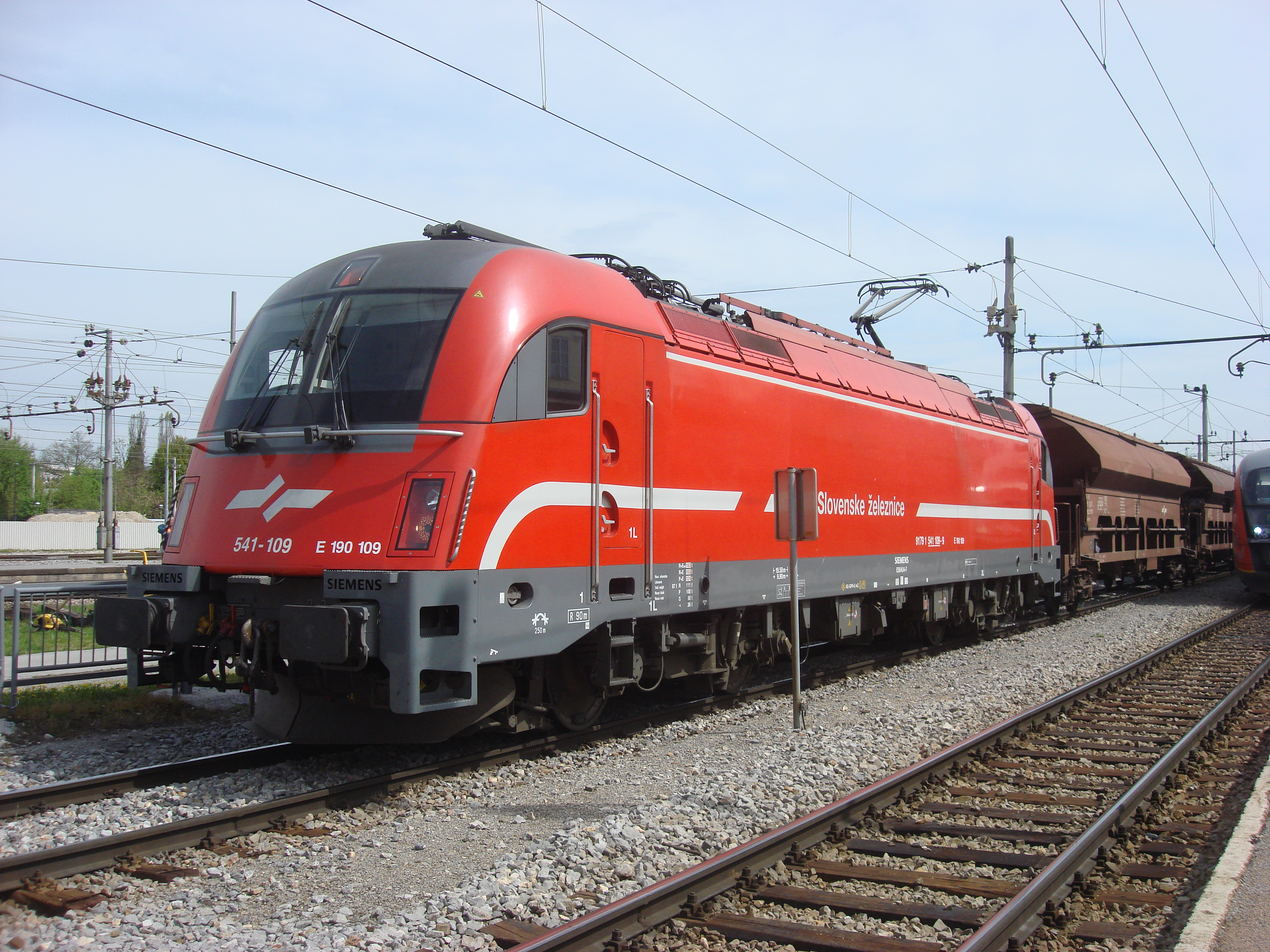
541 109 der SŽ im Bf Ljubljana

Die Slowenische Eisenbahn (SŽ) erhielt zwischen Juni 2006 und Mai 2007 zehn Lokomotiven der Variante B2 und zehn der Variante F (Reihe 541). Weitere zwölf Fahrzeuge der Variante B2 wurden im Januar 2007 im Wert von 48 Millionen Euro bestellt, die seit Mai 2009 im Regelverkehr eingesetzt werden.
- 541 001–022 als Variante B2 für Österreich, Deutschland, Kroatien und Slowenien
- 541 101–110 als Variante F für Österreich, Deutschland, Slowenien, Kroatien, Italien und Ungarn

Die erste Lokomotive der Reihe 541 wurde in der zweiten Jahreshälfte 2005 fertiggestellt und am 28. Oktober 2005 einer ersten kurzen Testfahrt unterzogen.
Diese Lokomotiven sind mit den österreichischen 1216 in Vielfachsteuerung fahrbar.
Ab Werk wurden die 541 mit roter Lackierung ausgeliefert. Seitdem wurden an einigen Lokomotiven verschiedene Werbefolierungen angebracht. 2023 erhielt die 541-016 als erste einen Neuanstrich in der blauen Unternehmensfarbe der SŽ.

## PKP-Reihe EU 44 Husarz

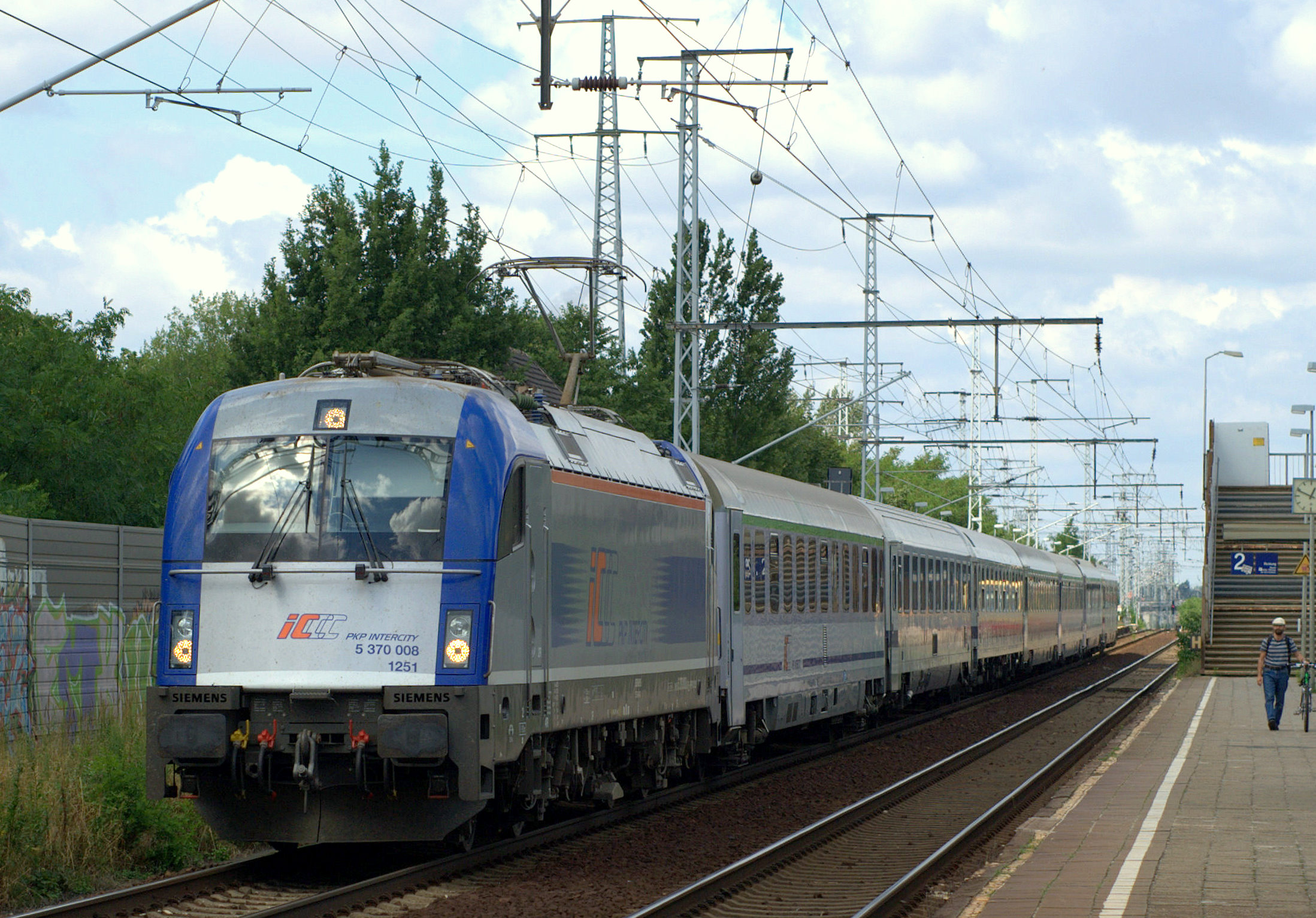
Polnische EU44 Husarz

Im Juni 2008 bestellten die polnischen Staatseisenbahnen PKP zehn Lokomotiven des Bautyps ES64U4 von Siemens. Der PKP-Baureihe EU 44 wurde der Name Husarz (Husar) gegeben. Im September 2008 lieferte Siemens eine Lok unter der Nummer 183 601 aus, die zunächst für Zulassungsfahrten in Polen eingesetzt wurde. Inzwischen sind mehrere Lokomotiven dieses Typs im polnischen Liniendienst im Einsatz. Mittlerweile tragen alle zehn Husarz-Maschinen die Bezeichnung PKP Intercity 5 370 001 bis 010. Sie kommen mit Eurocity-Zügen auch nach Berlin.

## ČD-Reihe 1216

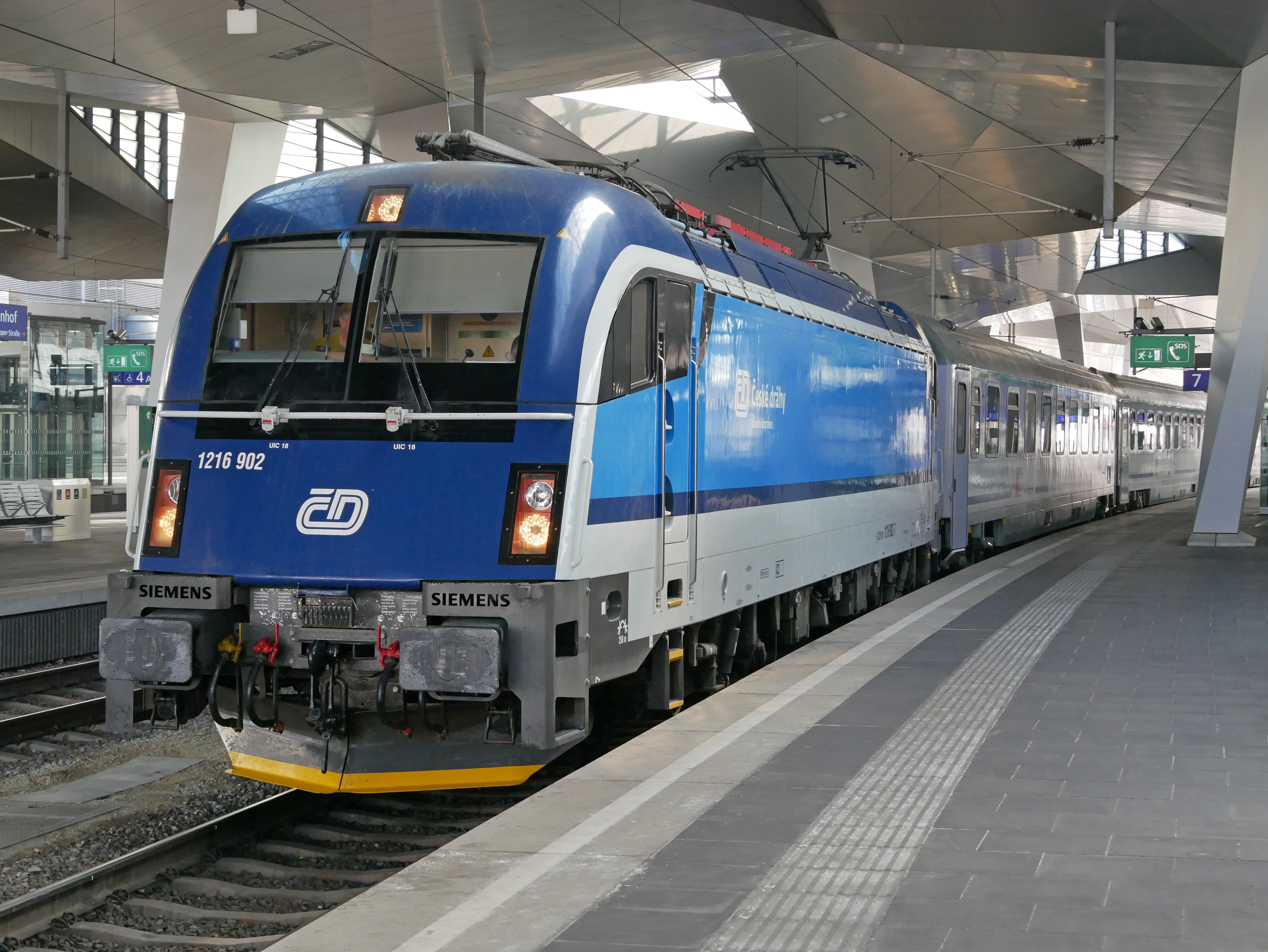
1216 902 der ČD

Im September 2019 erwarben die České dráhy zwei gebrauchte Lokomotiven von der österreichischen Privatfirma RTS. Nach einer technischen Generalüberholung und einer farblichen Anpassung des Außendesigns an den neuen Eigentümer begann der Einsatz vor EC-Zügen zwischen Bohumín und Wien Hbf. Im August 2021 folgten mit den Lokomotiven 1216 951–954 von WLC vier weitere. Der Planeinsatz dieser zusätzlichen Lokomotiven war ab dem Winter 2021/22 vorgesehen.
Im Sommer 2024 wurden 1216 902 und 903 zum Subtyp D umgebaut, der zusätzlich die Länderzulassung für Polen beinhaltet. Seither kommt planmäßig eine der beiden Loks mit einem EC-Zugpaar zwischen Bohumín und Warszawa zum Einsatz. 
Mangels ETCS-Fahrzeugausrüstung mit entsprechender Softwareversion für Einsätze unter ETCS-Führung in Tschechien wird derzeit über einen Verkauf sämtlicher Taurus 3-Maschinen überlegt.

## Privatbahnen

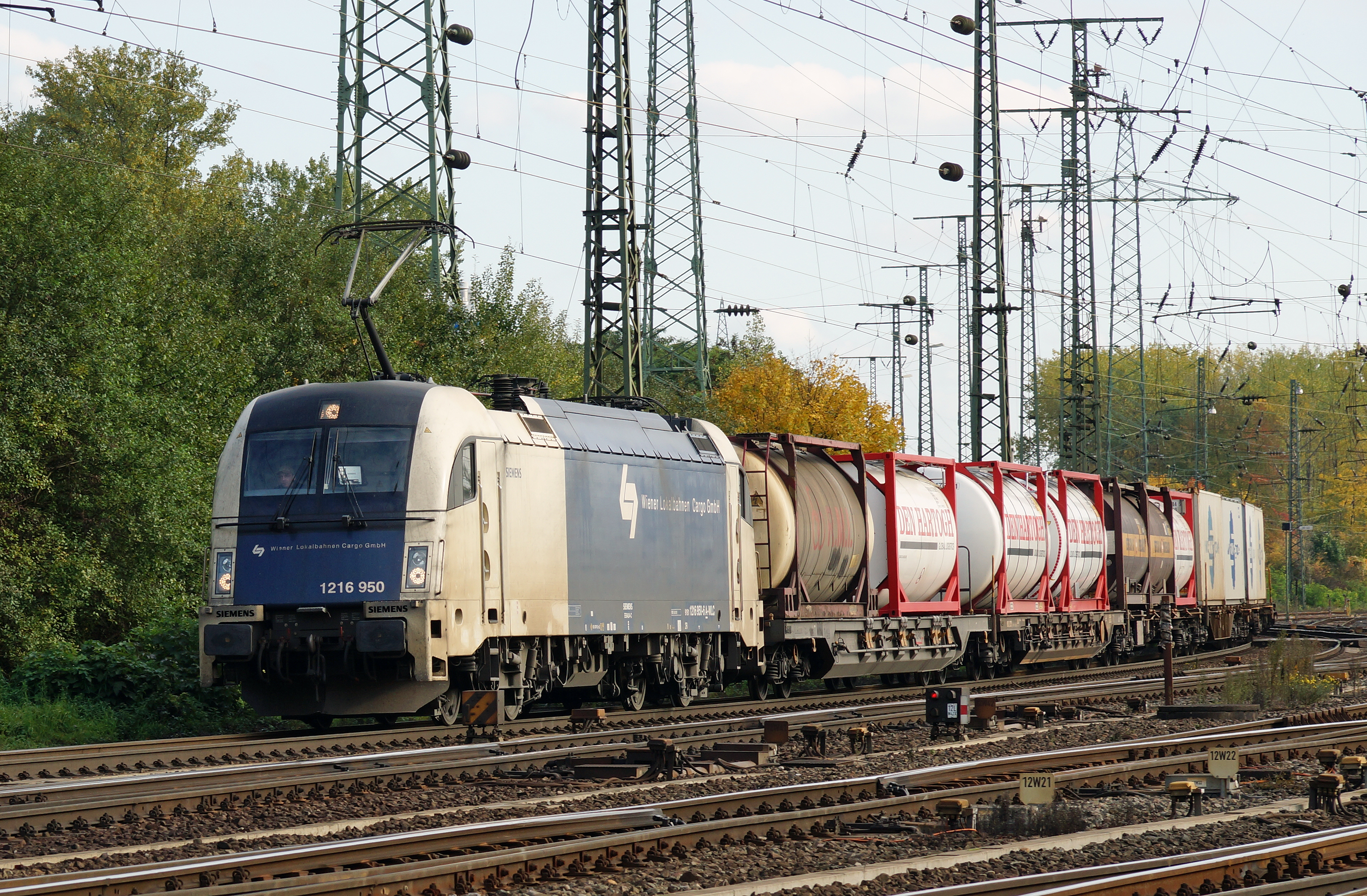
1216 950 der WLC unweit von Gremberg

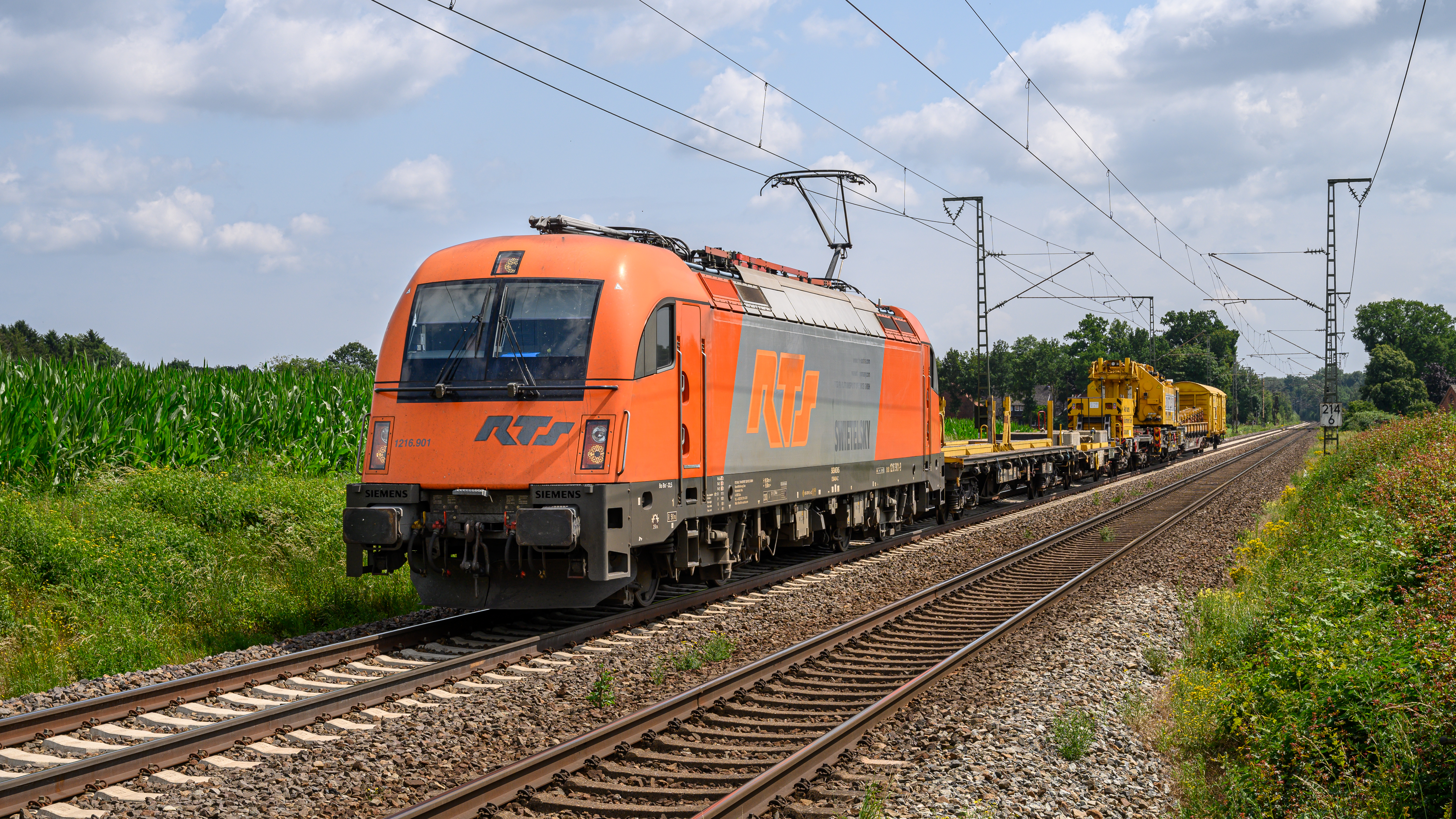
1216 901 (RTS)

Folgende Liste ergibt eine Übersicht der ES64U4-Lokomotiven, bei welchen Privatbahnen sie unter welcher Bezeichnung eingesetzt werden. Des Weiteren wird die Konfiguration des Loktyps angegeben.
| Name der Privatbahn                   | Anzahl | Land        | Nummerierung      | Loktyp    |
| ------------------------------------- | ------ | ----------- | ----------------- | --------- |
| Rail Transport Service                | 1      | Österreich  | 1216 901          | VB3/VC/VD |
| LTE Logistik- und Transport-GmbH      | 1      | Österreich  | 1216 910          | VC        |
| Adria Transport                       | 3      | Österreich  | 1216 920–922      | VC        |
| CargoServ                             | 4      | Österreich  | 1216 930–933      | VG/VB     |
| DPB Rail Infra Service GmbH           | 1      | Österreich  | 1216 940          | VG        |
| Wiener Lokalbahnen Cargo              | 2      | Österreich  | 1216 950, 955     | VG/VC     |
| Steiermarkbahn Transport und Logistik | 2      | Österreich  | 1216 960, 183 717 | VC        |
| Railadventure                         | 1      | Deutschland | 183 500           | VB        |
| Netinera                              | 4+1    | Deutschland | 183 001–005       | VG        |
| Ferrovie Udine Cividale               | 2      | Italien     | E 190 301/302     | VA        |
| InRail                                | 4      | Italien     | E 190 311–314     | VA        |
| Compagnia Ferroviaria Italiana        | 2      | Italien     | E 190 321/322     | VA        |
| PKP Cargo International               | 3      | Tschechien  | 183 714, 718, 719 | VC        |

Arriva beschaffte für den von ihr seit Dezember 2007 gefahrenen ALEX-Verkehr auf der Strecke München–Regensburg (–Schwandorf–Hof/–Furth i. Wald–Pilsen–Prag) zunächst vier Lokomotiven als Arriva-Baureihe 183 (183 001–183 004), die zwar im mechanischen Teil den ES64U4 entsprechen, aber reine Wechselstromlokomotiven für 15 kV/16,7 Hz und 25 kV/50 Hz sind. Die Herstellerbezeichnung der Bauart lautet ES64U4-G. Seit November 2009 ist eine fünfte Lokomotive (183 005) im Einsatz, die ab Dezember 2009 für den zwischen München und Regensburg um drei Expresszugpaare erweiterten Verkehr benötigt wird. Der Einsatz bei Arriva (inzwischen Netinera) endete mit dem Fahrplanwechsel im Dezember 2023. Die vier Lokomotiven 183 001–183 004 wurden von Widmer Rail Services übernommen.
AWT unterzeichnete Ende August 2013 zusammen mit Siemens den Kaufvertrag für drei Lokomotiven für den Einsatz im internationalen Güterverkehr. Die Fahrzeuge sollten noch Ende 2013 ausgeliefert werden.
Die Steiermarkbahn erhielt am 12. Juni 2015 eine zweite ES64U4 von Siemens. Die Lokomotive, welche zuvor für ETCS-Messfahrten eingesetzt wurde (183 717), wird vorwiegend im Güterverkehr eingesetzt.
Zwei der drei im Besitz der Firma RTS 1216 902 und 903, waren bis 28. Februar 2019 an die ÖBB vermietet. Sie wurden hauptsächlich im grenzüberschreitenden Güterverkehr zwischen Villach und Slowenien eingesetzt.
Im September 2019 wurden die 1216 902 und 903 von RTS an die České dráhy verkauft, im August 2021 folgten die 1216 951–954 der Wiener Lokalbahn.
Die 1216 940 wurde im Juni 2021 von der Salzburg AG an die DPB Rail Infra Service GmbH verkauft.
Im Februar 2025 wurden 1216 950 und 1216 955 von der Wiener Lokalbahn Cargo an die ÖBB Produktion verkauft.

## Weltrekord

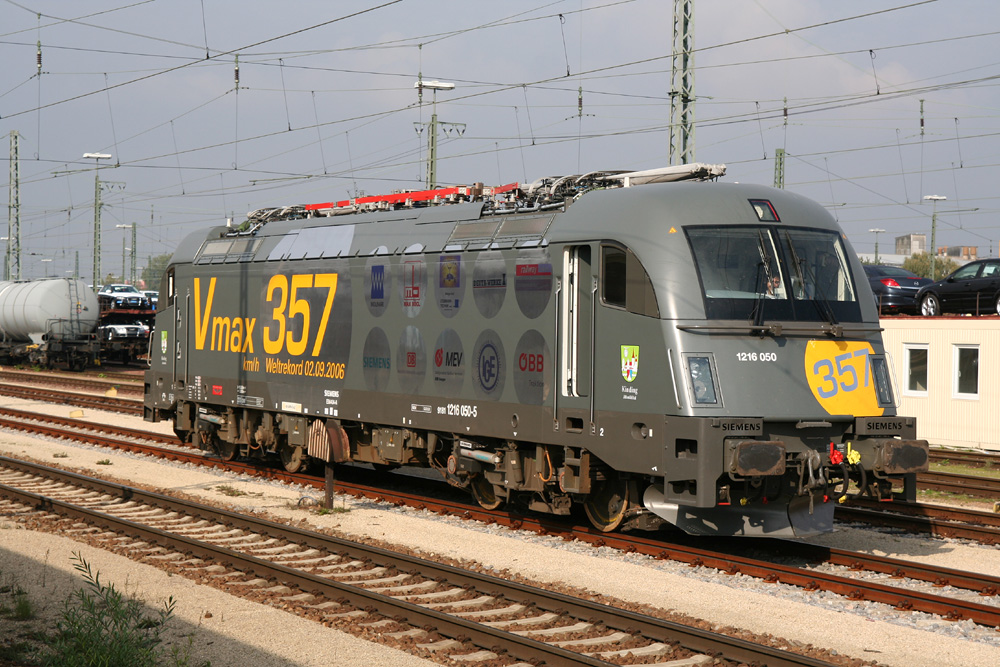
Rekordlok in Ingolstadt Hbf

Am 2. September 2006 stellte die Lokomotive 1216 050, welche sich zu diesem Zeitpunkt noch im Besitz von Siemens befand (und bei der ÖBB später als 1216 025 geführt wurde), auf der
Schnellfahrstrecke Nürnberg–Ingolstadt zwischen Kinding und Allersberg einen Geschwindigkeitsweltrekord für Elektrolokomotiven auf. Sie erreichte im ersten Versuch 344 km/h, im zweiten 357 km/h und überbot damit beide Male den Rekord aus dem Jahre 1955 von 331 km/h, damals aufgestellt von der BB 9004 der SNCF, die zu diesem Anlass aus dem Eisenbahnmuseum Mülhausen nach Kinding gebracht wurde.
Die etwa 3,7 Millionen Euro teure Lokomotive, mit der die Rekordfahrt durchgeführt wurde, ist die 50. von der ÖBB bestellte „Taurus“ der dritten Generation. Nach Angaben von Siemens waren weder die Strecke noch die Lokomotive besonders präpariert worden. Lediglich die Fahrleitungsspannung wurde, so wie zur Rekordfahrt des ICE V, leicht erhöht und die Zugbeeinflussungseinrichtungen abgeschaltet. Kleinere Modifikationen an der Maschine umfassten die Entfernung der Scheibenwischer, der Schneepflüge und den Einbau von Messsystemen am Stromabnehmer und zwei Radsätzen.
Insgesamt 19 Unternehmen waren an der Rekordfahrt beteiligt. Die mit der Durchführung der Rekordfahrt betraute „Internationale Gesellschaft für Eisenbahnverkehr“ (IGE) wurde, laut Angaben auf der Weltrekord-Feier, zum schnellsten privaten Eisenbahn-Verkehrsunternehmen (EVU) der Welt.
Bis 2008 wurde die Lokomotive noch bei Versuchsfahrten in verschiedenen Ländern eingesetzt, darunter wiederholt auf der Schnellfahrstrecke HSL Zuid (Schnellfahrstrecke Schiphol–Antwerpen) in den Niederlanden. Die Maschine wurde am 25. Mai 2008 an die ÖBB übergeben. Seit dem 23. Juni 2008 ist sie als 1216 025 im Einsatz.

## Fotos

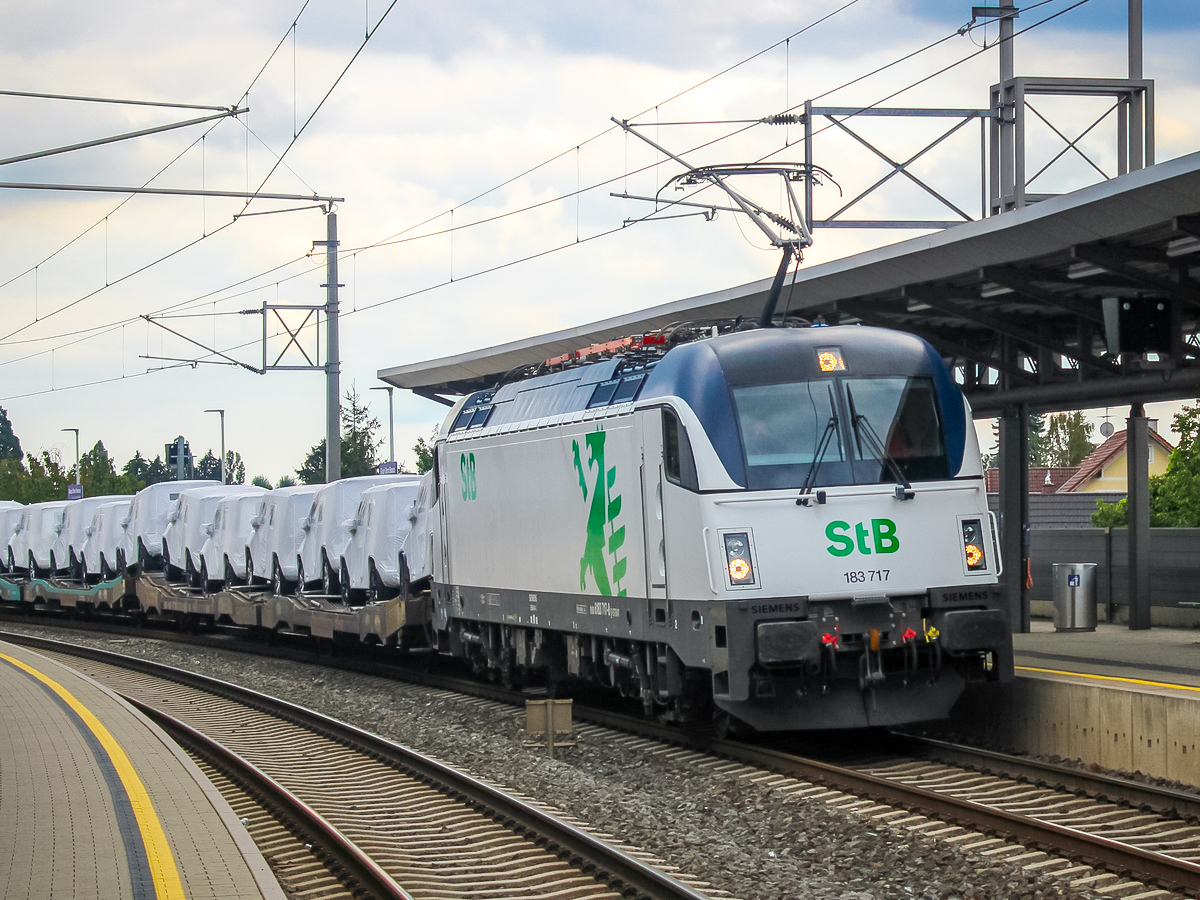
183 717 der Steiermarkbahn.
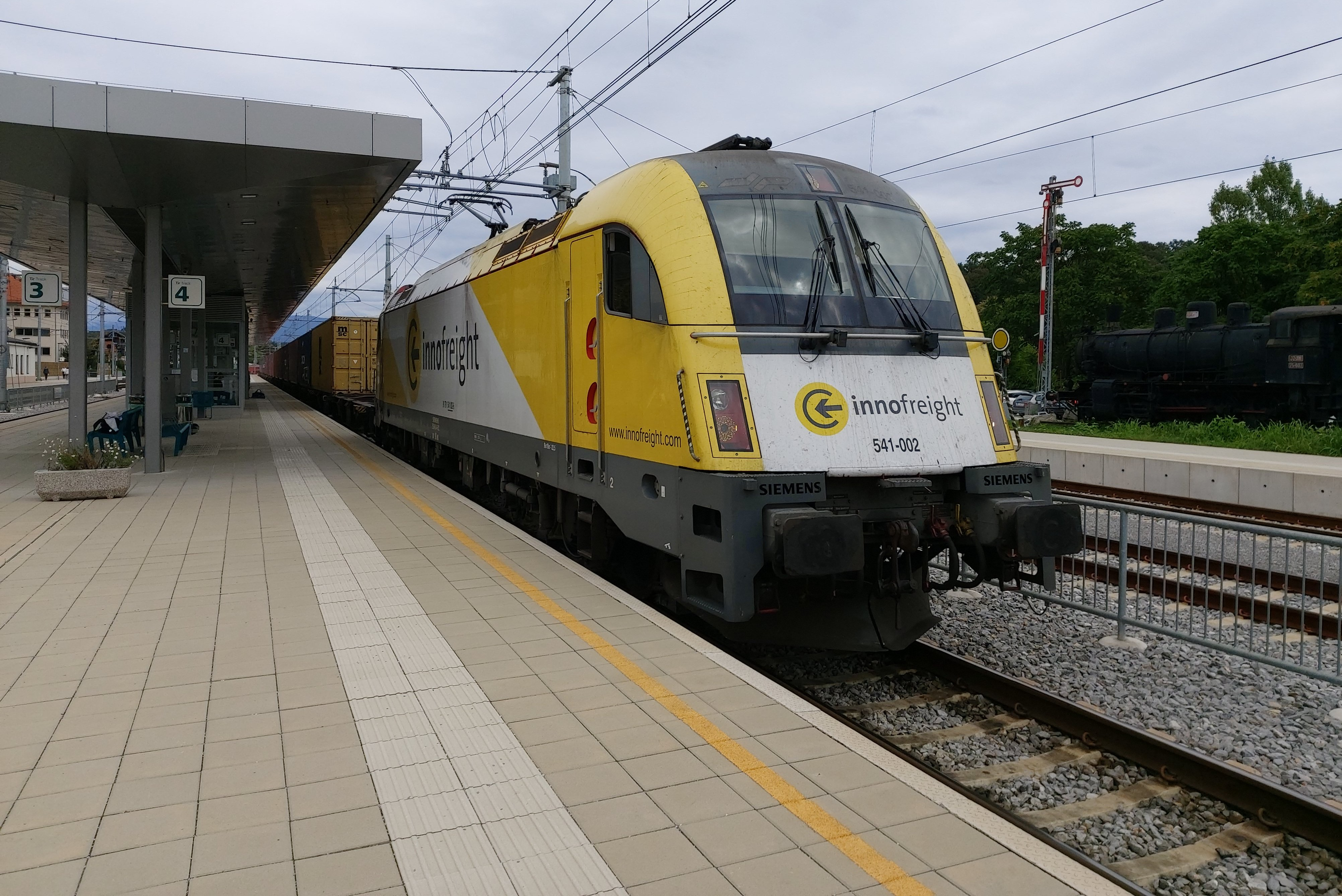
541 002 der SŽ
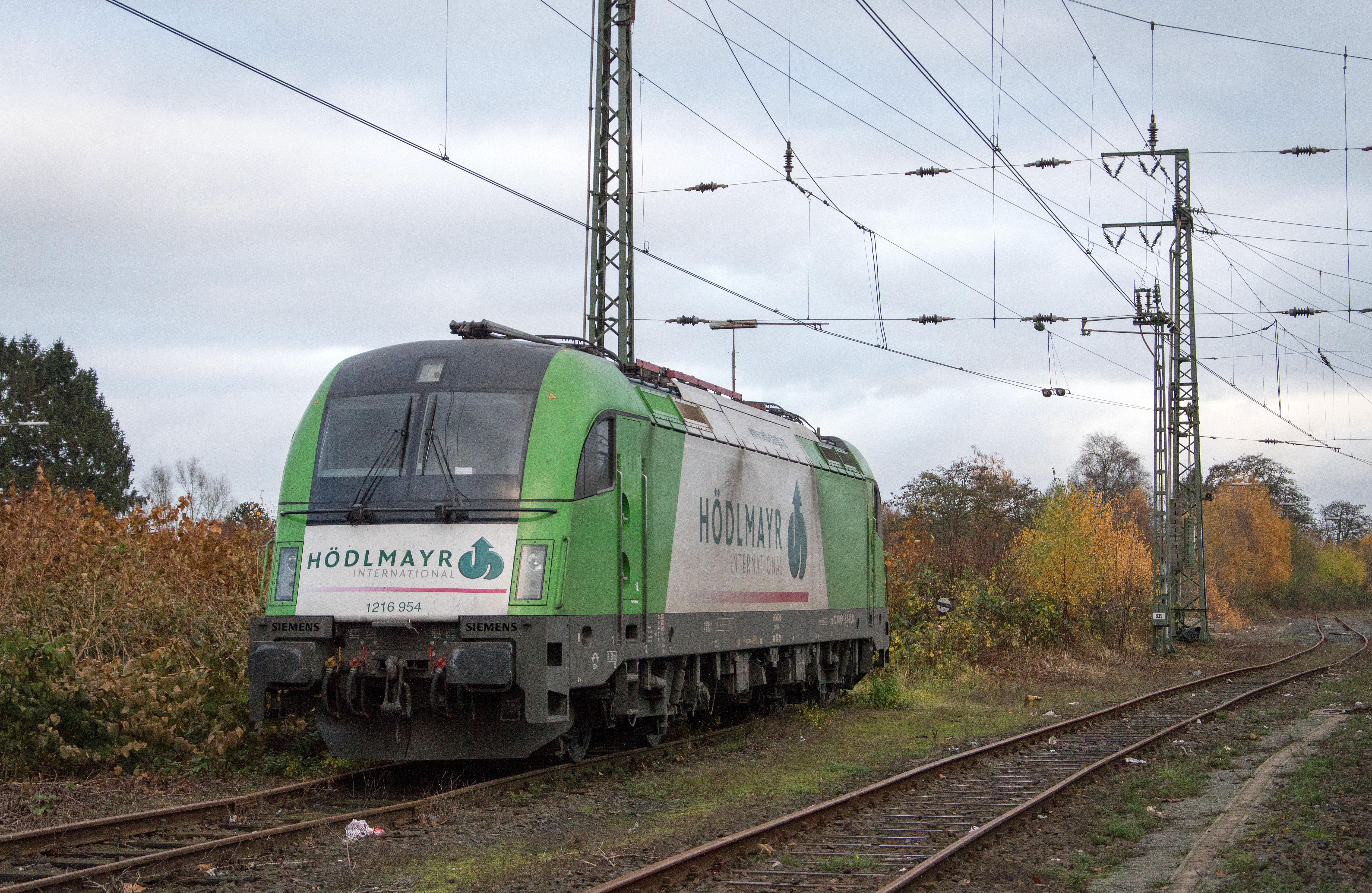
1216 954 von Hödlmayr.
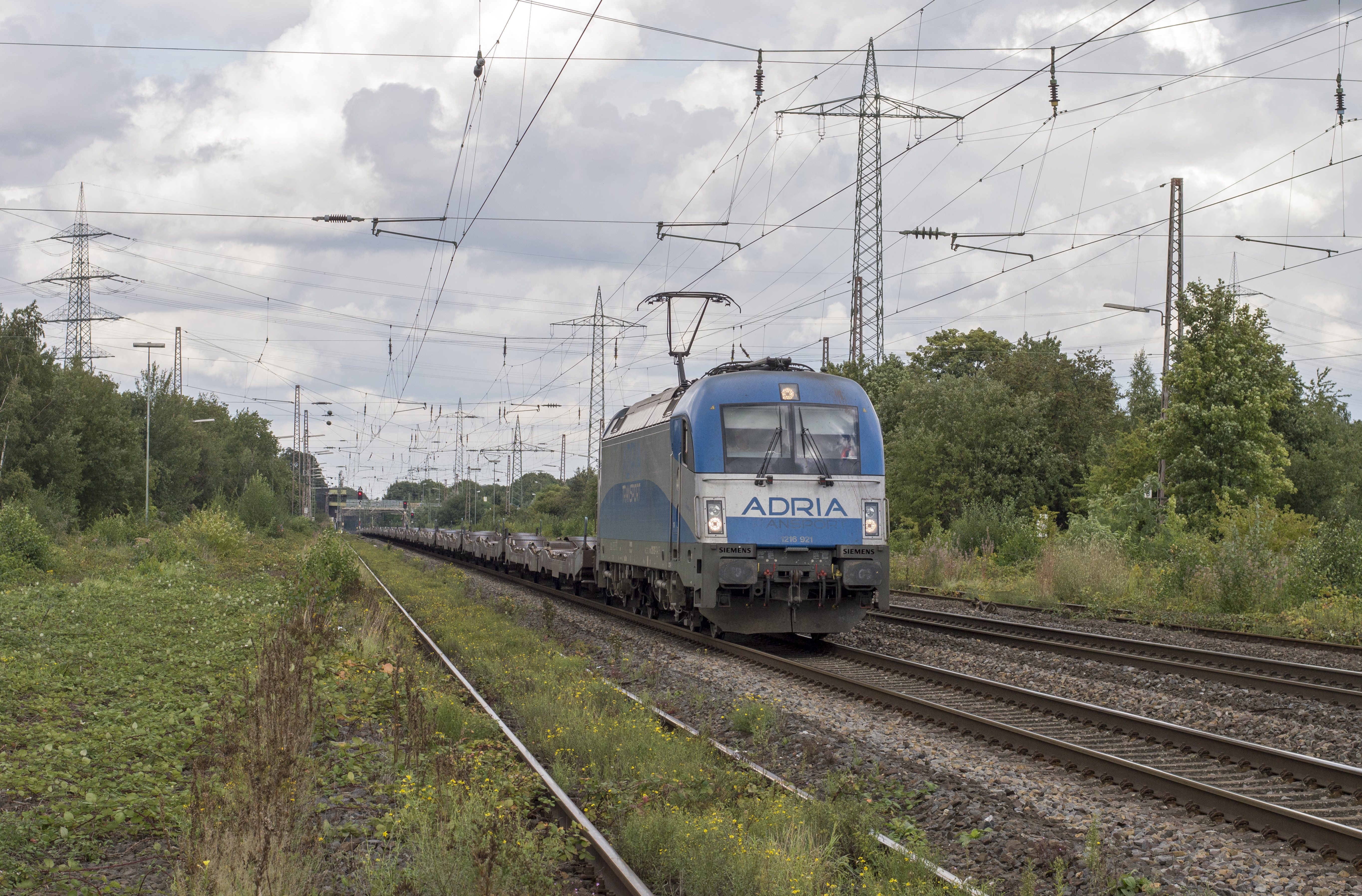
1216 921 der Adria Transport.
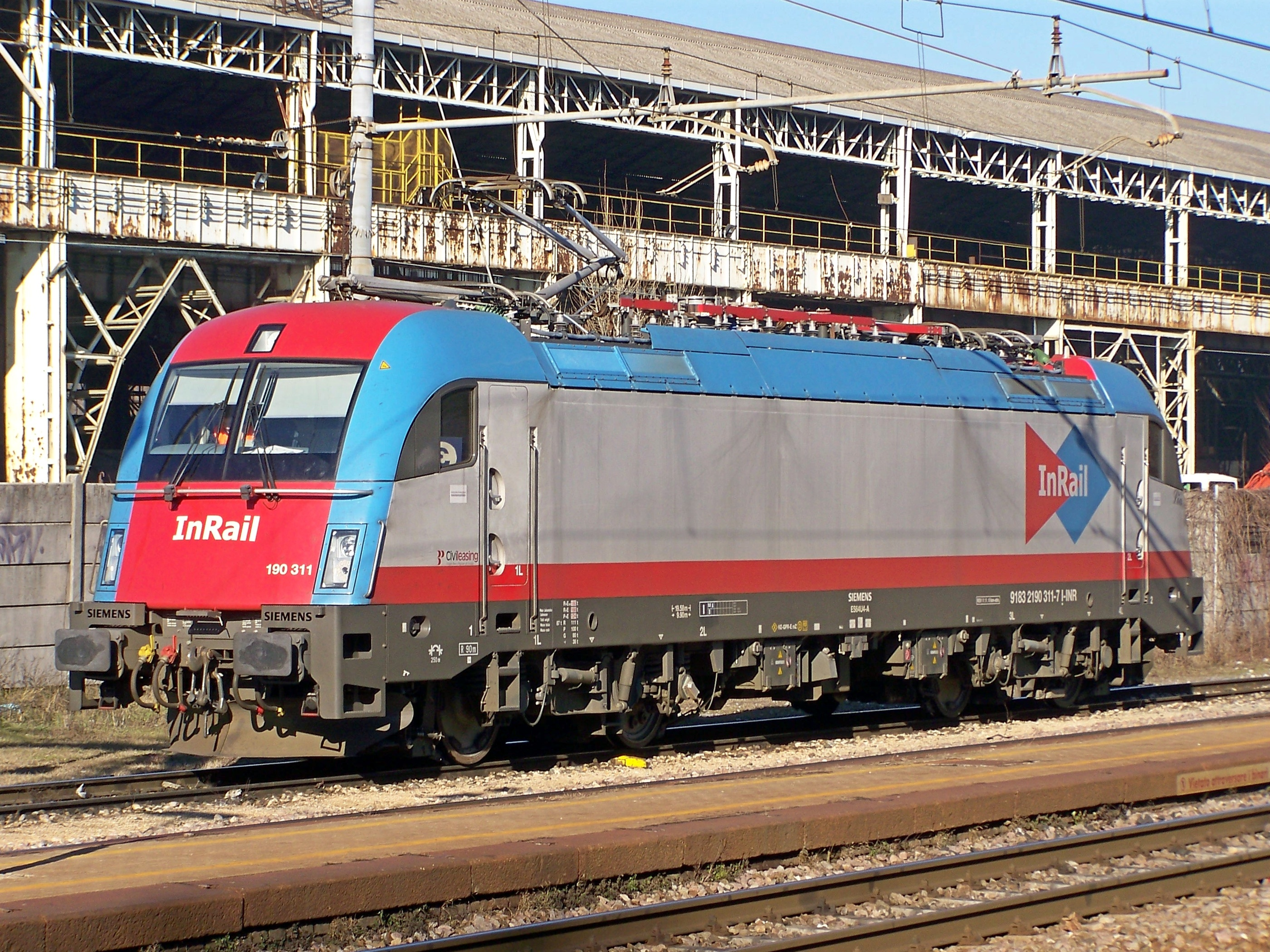
190 311 in San Zeno-Folzano von InRail.
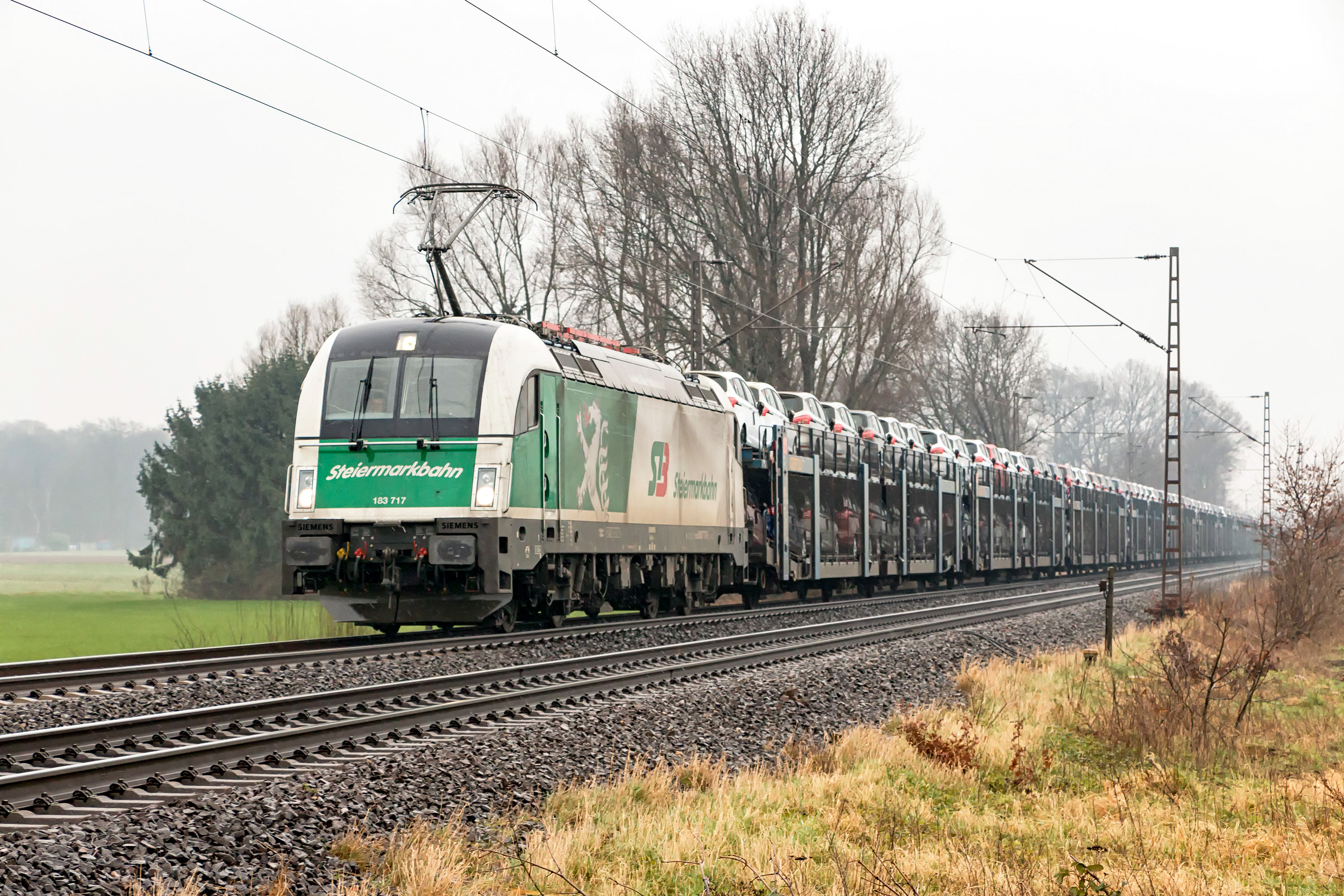
183 717 im ehemaligen Design der Steiermarkbahn.
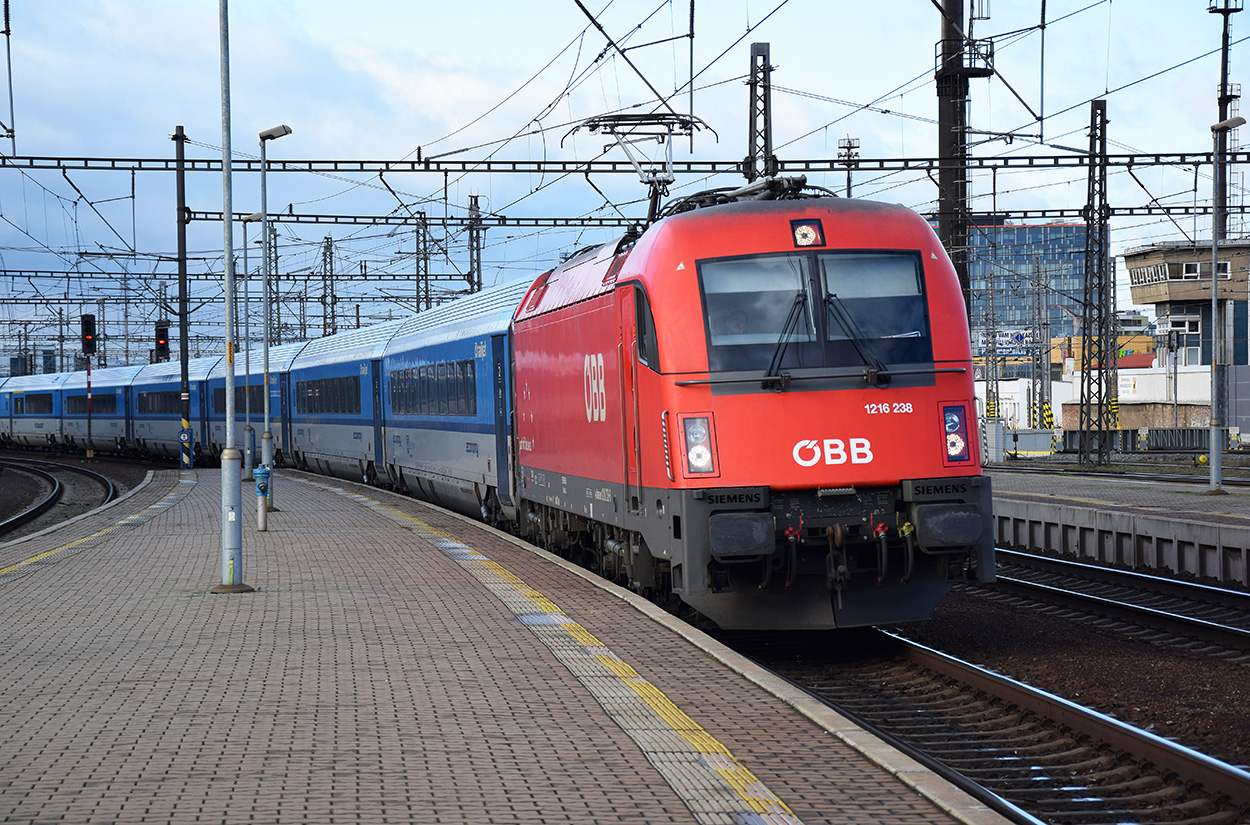
1216 238 der ÖBB
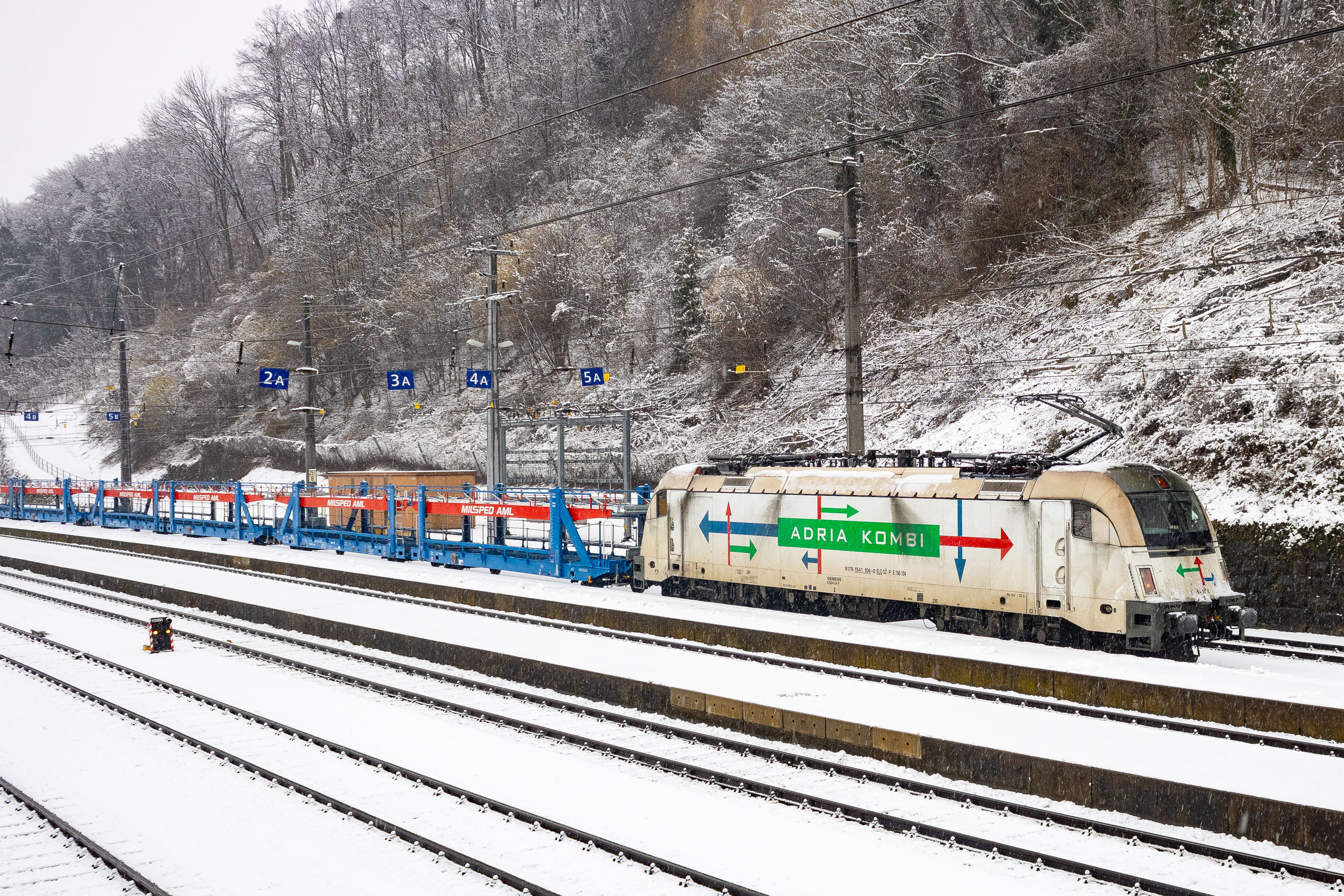
541 104 mit Beklebung für Adria Kombi